# Tümosan
Tümosan (Türk Motor Sanayi ve Ticaret A.Ş.) ist ein türkisches Unternehmen, das Dieselmotoren, Traktoren und Gabelstapler produziert. Das 1975 gegründete Unternehmen hat seinen Hauptsitz in Istanbul und seine Hauptproduktionsstätte in Konya. Die Tümosan-Dieselmotoren werden für Traktoren, Boote und Gabelstapler verwendet und in der Industrie eingesetzt. Die jährliche Produktionskapazität beträgt nach eigenen Angaben 75.000 Dieselmotor- und 45.000 Traktor-Einheiten.

## Geschichte
Das Unternehmen wurde 1975 unter dem Namen Türk Motor Sanayi ve Ticaret A.Ş. in Istanbul gegründet. In einem Vertrag mit Fiat vom 7. April 1977  erwarb Tümosan die Lizenzen für Dieselmotoren und Zugmaschinen, die in der Folge unter dem Markennamen Tümosan angeboten wurden.
2015 berichtete der ORF kritisch über einen Vertrag der Grazer Firma AVL List mit Tümosan zum Bau von Motoren für den türkischen Kampfpanzer Altay zum Export nach Saudi-Arabien.

## Unternehmen
Tymosan ist eine türkische Aktiengesellschaft und zu 78,18 % in Besitz des türkischen Textilherstellers Ereğli Tekstil Turizm San. ve Tic. A.Ş. Der Rest der Aktien wird von verschiedenen Mitgliedern der Familie Albayrak gehalten. 2016 reduzierte Ereğli Tekstil seinen Anteil durch Verkauf auf 65,47 %.

## Tümosan Traktor
| 4000er Serie | 50–55  | 2,9     | 3 |
| 4100er Serie | 50–55  | 2,9     | 3 |
| 4200er Serie | 50–55  | 2,9     | 3 |
| 5200er Serie | 55–85  | 2,9–3,1 | 3 |
| 6000er Serie | 55–65  | 2,9     | 3 |
| 6100er Serie | 55–65  | 2,9     | 3 |
| 7000er Serie | 65–85  | 2,9–3,1 | 3 |
| 7100er Serie | 65–85  | 2,9–3,1 | 3 |
| 8000er Serie | 75–95  | 3,9     | 4 |
| 8100er Serie | 75–105 | 3,9–4,1 | 4 |
| 9000er Serie | 115    | 4,1     | 4 |